# 孫汝賓
孫汝賓（1531年—？），字允尚，浙江紹興府餘姚縣人，民籍，明朝政治人物。

## 生平
嘉靖己酉（1549年）浙江鄉試第七十三名舉人。隆慶二年（1568年）中式戊辰科會試第一百八名，三甲第二百二十九名進士。以事贬归州判官，万历六年升常州府通判，七年升广德州知州。

## 家族
曾祖孫鼎；祖父孫鑰，贈知縣；父孫應奎，都察院右副都御史進階通奉大夫。母岑氏（封孺人）。具庆下。從兄孫汝賢，嘉靖丁未进士，官知县。